# Ноа Сангі
Ноа Райян Сангі (фр. Nhoa Ryan Sangui, нар. 29 серпня 2006, Крей, Франція) — французький футболіст конголезького походження, фланговий захисник клубу «Париж».

## Ігрова кар'єра

### Клубна
Ноа Сангі є вихованцем футбольних клубів «Бове» та «Крей». У 2021 році він приєднався до молодіжної команди «Реймса». В перший рік футболіст був переведений до резервного складу, а в липні 2023 року підписав з клубом перший професійний контракт.
17 серпня у матчі чемпіонату Франції проти «Лілля» Сангі дебютував у першій команді «Реймса».
24 червня 2025 року підписав контракт з клубом «Париж» до 2030 року.

### Збірна
В травні 2023 року в складі збірної Франції (U-17) Сангі брав участь у юнацькому чемпіонаті Європи в Угорщині. В листопаді — грудні того ж року захисник грав на юнацькому чемпіонаті світу в Індонезії. На обох турнірах збірна Франції виборола срібні нагороди.

## Титули
Франція (U-17)
 Віце — чемпіон Європи: 2023
 Віце — чемпіон світу: 2023